# Lioptilodes altivolans
Lioptilodes altivolans là một loài bướm đêm thuộc chi Lioptilodes, có ở Peru. Bướm bay vào tháng 1 và có sải cánh độ 18 mm. Tên gọi "altivolans" đề cập đến độ cao 4100 mét nơi bướm bay.